# The Alchemist
The Alchemist, właściwie Alan Daniel Mamam (ur. 25 października 1977) – amerykański producent muzyczny, raper i DJ. Najbardziej kojarzony z grupami Dilated Peoples i Mobb Deep.

## Życiorys
Urodził się w żydowskiej rodzinie mieszkającej na przedmieściach Los Angeles. We wczesnych latach 90. razem ze Scottem Caanem utworzył grupę The Whooliganz. Kiedy występowali na jednej z imprez, B-Real z Cypress Hill zainteresował się nimi. Zaprosił ich do swojej ekipy The Soul Assassins, zrzeszającej młodych artystów z okolic. Wtedy Alchemist zainteresował się robieniem bitów. Dzięki pomocy DJ Muggsa opanował sztukę obchodzenia się z samplerem i mikserem. Wyprodukował parę utworów dla Cypress Hill oraz dla Dilated Peoples.
W 1999 roku DJ Muggs zapoznał Ala z nowojorską grupą Mobb Deep. Prodigy’emu i Havokowi bardzo się spodobała praca Alchemista i natychmiast nawiązali współpracę, która zaowocowała utworami na każdej następnej płycie Mobb. Wtedy uzyskał sławę, dzięki której nagrywał z czołowymi artystami głównego nurtu, takimi jak: Nas, Jadakiss, Fat Joe, Ghostface Killah i Snoop Dogg. Jednak nie zapomniał o swoich przyjaciołach z podziemia, dalej nagrywając z Dilated Peoples, Cypress Hill, Everlastem (House Of Pain), Likwit Crew i Crazy Town. W 2004 roku wydał swoją pierwszą producencką płytę pt. „1st Infantry”. W 2007 roku był naczelnym producentem pierwszej solowej płyty Evidence'a z Dilated Peoples.
W 2005 roku Alchemist był oficjalnym didżejem trasy koncertowej Eminema Anger Management 3 Tour.

## Dyskografia
Albumy solowe
- 1st Infantry (2004)
- The Alchemist’s Cookbook (2008)
- Chemical Warfare (2009)
- Russian Roulette (2012)

Albumy instrumentalne
- Gangster Theme Music (2000)
- Action/Drama (2001)
- The Ultimate Music Machine (2002)
- Lab Tested, Street Approved (2004)
- 1st Infantry: The Instrumentals  (2005)
- Rapper’s Best Friend (2007)

Mixtape’y
- The Cutting Room Floor Vol. I (2003)
- Insomnia (2003)
- No Days Off (2006)
- The Chemistry Files Vol. 1 (2006)
- The Cutting Room Floor Vol. II (2008)